# ジョージ・オブ・ウェールズ
ジョージ・アレクサンダー・ルイ・オブ・ウェールズ王子（英: Prince George Alexander Louis of Wales、2013年7月22日 - ）は、イギリス王室の成員で、ウェールズ公ウィリアム王太子と公妃キャサリンとの間に生まれた長子で長男。
妹はシャーロット王女、弟はルイ王子。チャールズ3世とその最初の妻だったダイアナ妃の最初の孫であり、エリザベス2世とその夫エディンバラ公爵フィリップ王配の3番目の曽孫である。
英国の王位継承順位第2位。全名はジョージ・アレクサンダー・ルイ。

## 出生前
2012年12月3日、セント・ジェームズ宮殿（王室のこと）はキャサリン妃が第1子を妊娠しており、妊娠12週未満であることを発表した。キャサリン妃が重度の妊娠悪阻（つわり）のためキング・エドワード7世病院に入院したことから、通常より早い妊娠段階での発表となった。この未誕生の子は英語版ウィキペディアで出生前に立項された最初の人物となった。2013年1月14日、セント・ジェームズ宮殿は、キャサリン妃は同年7月に出産予定であり、体調は改善しつつあると発表した。

## 誕生

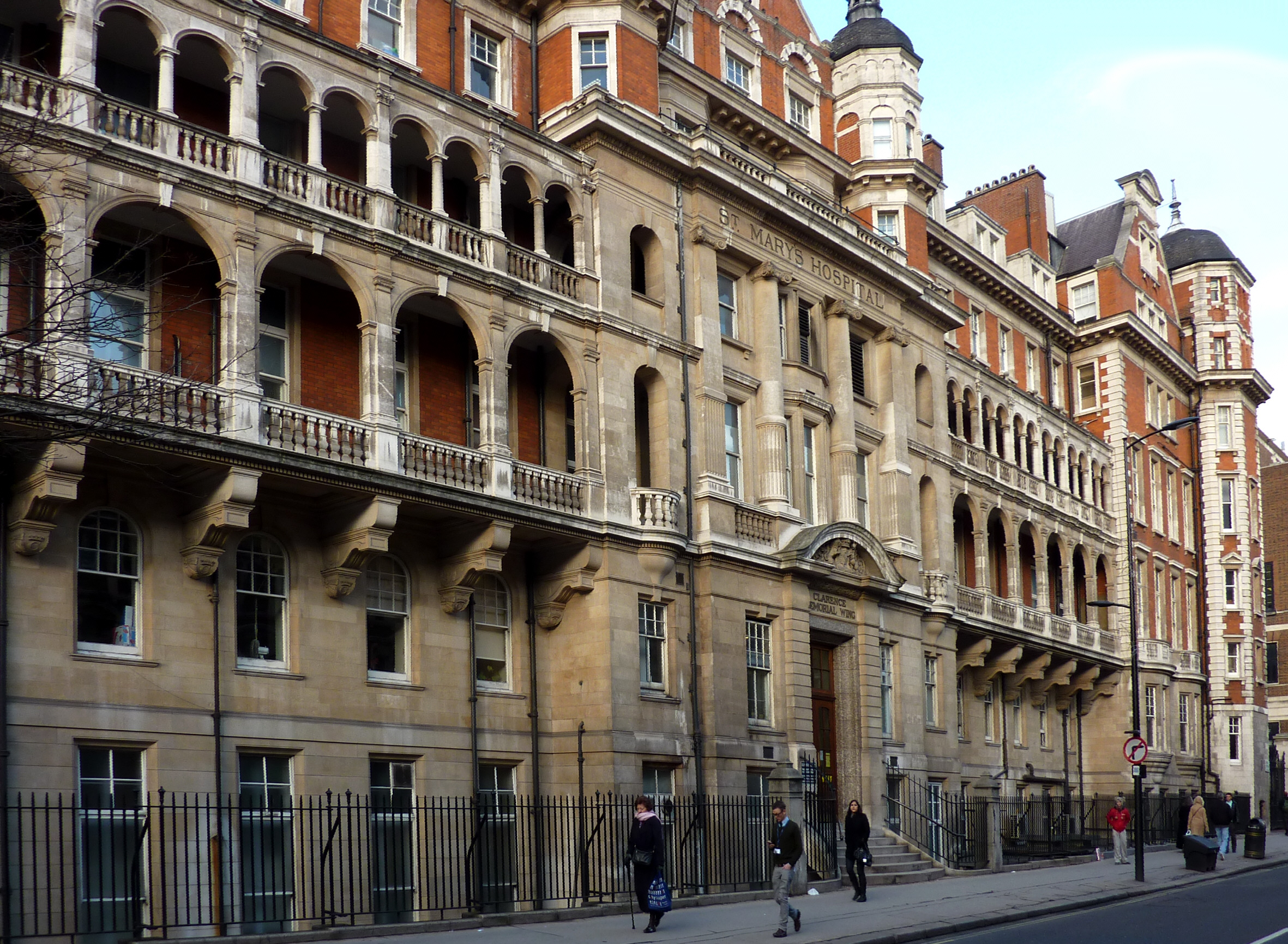
誕生地であるセント・メアリーズ病院

2013年7月22日午前、陣痛のためキャサリン妃はウェストミンスター・パディントンのセント・メアリーズ病院に入院した。7月22日16時24分（英国夏時間）、体重8ポンド6オンス（3.8kg）で誕生した。ウィリアム王子はセント・メアリーズ病院のリンド・ウィング（Lindo Wing）で出産に立ち会った。この病院ではダイアナもウィリアム王子（1982年）とその弟ヘンリー王子（1984年）を出産している。 エリザベス2世の元主治医であるマーカス・セッチェルが医師として分娩に立ち会い、現主治医であるアラン・ファーシリングが補助した。
街の触れ役が朗報を聞かせるために病院の外につめかけた人々に誕生を発表し、公式の告示がバッキンガム宮殿の外の金塗りの画架に掲出された。この中でバッキンガム宮殿は「母子共に健康であり、エリザベス2世、エディンバラ公、チャールズ王太子、カミラ夫人、ヘンリー王子および王室メンバー一同はこの朗報に接し、喜んでいる」とした。チャールズ王太子は、夫妻が「初孫の誕生に感激している。ウィリアム王子夫妻にとって特別の時間であり、われわれはウィリアム夫妻の長男誕生にわくわくしている」との声明を発表した。
英連邦各国では、新王子誕生を知らせる礼砲が発射された。イギリスでは、41発がグリーンパークで王立騎馬砲兵によって発射され、62発がロンドン塔で名誉砲兵中隊によって発射され、バミューダ諸島では、バミューダ連隊によって21発発射された。またユニオンジャックが、政府施設、イギリス海軍艦船、陸軍施設に掲揚された。ウェストミンスター寺院をはじめとする多くの教会において祝福の鐘が鳴らされた。
ウィリアム王子はイギリス空軍から2週間の予定で産休を取得した。100万ポンドかけてケンジントン宮殿の改装を行った後に、ウィリアム王子夫妻は長男と共に2013年後半に宮殿に戻る予定と報じられた。
英国君主とその直系3世代の王位継承権者が同時に存命であるのはヴィクトリア女王治世下の7年間（1894年 - 1901年）以来のことであった
。

## 誕生をめぐる社会の反響

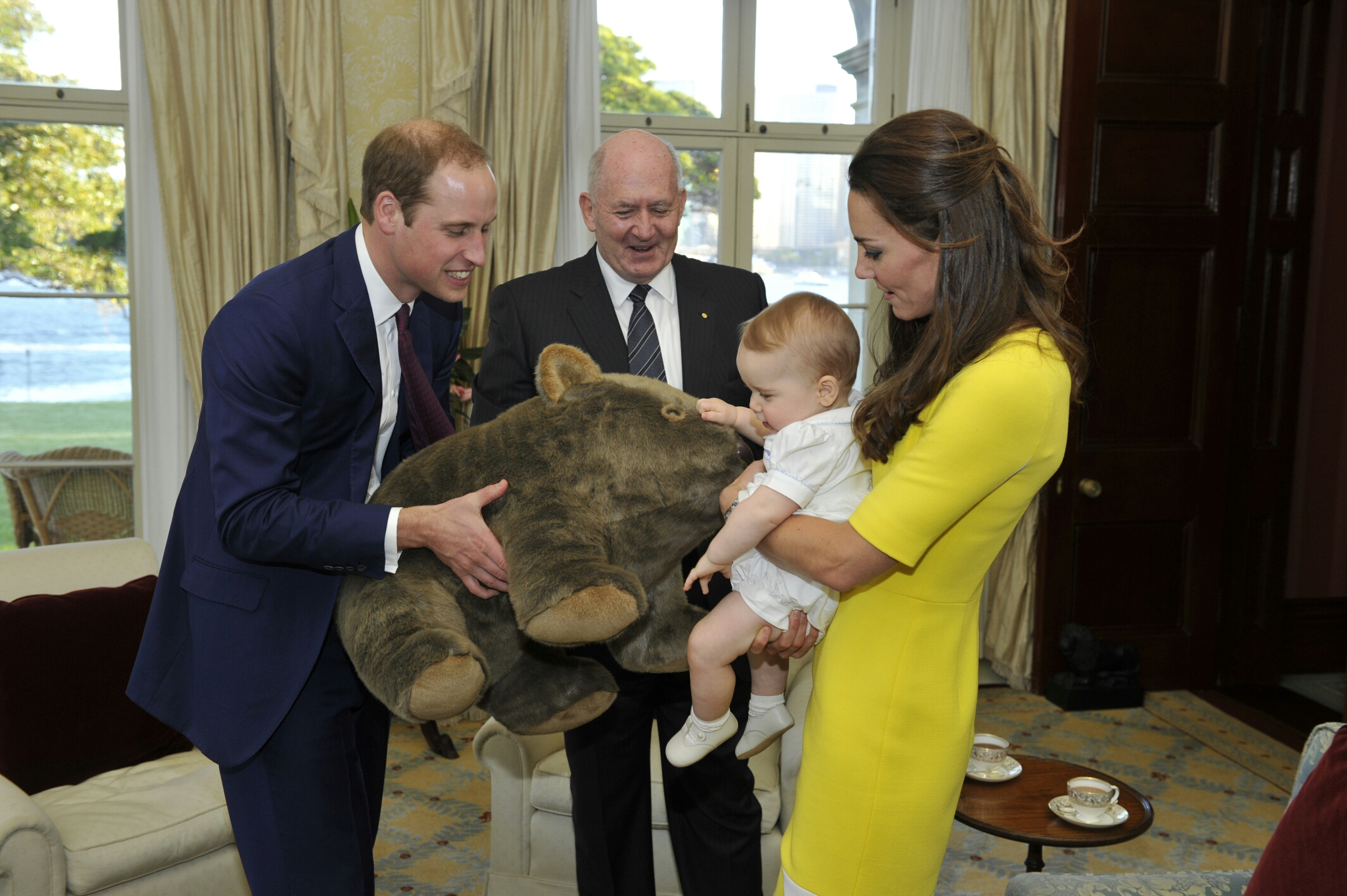
オーストラリア総督ピーター・コスグローブからウォンバットのぬいぐるみを贈られるジョージ王子（左からウィリアム王子、コスグローブオーストラリア総督、ジョージ王子、キャサリン妃）

ジョージ王子の誕生は世界で2億6千万ポンドの経済効果を生むと予想されており、その大半は観光、関連商品、記念行事からもたらされる。キャサリン妃の妊娠はイギリス国民のプライドの源とさえ言われた。当時出生前だった長男は「世界で一番有名な赤ん坊」と呼ばれた。
ウィリアム王子夫妻の長男誕生に対する社会の関心の高まりに合わせて、ロンドン博物館では、2013年6月28日から王室の子供服や記念品に関する展示を開始した。前オーストラリア首相ジュリア・ギラードはウィリアム王子夫妻の長男のために毛糸のカンガルーのおもちゃを作っていると報じられた。カナダでは、トロントのCNタワーが王子の誕生の発表に合わせて青色にライトアップされ、カナダ滝でもライトアップが行われた。ニュージーランドでは、オークランドのスカイタワーやウェリントンのマジェスティック・センターやクライストチャーチ国際空港管制塔を含む30のビルやモニュメントが記念のライトアップを行った。
ウィリアム王子夫妻の婚礼の際に「慈しみと愛のあるところに」を作曲したウェールズ人作曲家ポール・ミーラーは、"Sleep On"と題する子守歌を王子のために作曲し、ニュージーランド人のクロスオーバーのソプラノであるヘイリー・ウェステンラが歌った。歌詞はアイルランド人作曲家ブレンダン・グラハムが作詞した。

## 誕生後の成長
2017年7月22日、4歳の誕生日をケンジントン宮殿で祝う。
2017年8月末、イギリス王室が同年9月7日からトーマス・ロンドン・デイスクールのトーマスバタシー校に通うことを発表。「ウィリアム王子とキャサリン妃が付き添う予定」とコメントする。
2017年9月7日、母のキャサリン妃は第3子妊娠に伴うつわりのため付き添うことができず、ジョージ王子はウィリアム王子と一緒に学校へ初登校する。イギリス王室はウィリアム王子に手を引かれて学校に到着したジョージ王子の写真をSNSで公開した。

## 命名
2013年7月24日、ジョージ・アレクサンダー・ルイ（George Alexander Louis）と命名。

### 名前について
命名をめぐっては、ブックメーカーによる賭けの対象になり、多くのイギリス人が注目された。未来の国王であるから歴代国王の名前から取られるが、その選択肢は限定されるだろうと考えられた。また命名にはエリザベス女王の許可がいるので、夫妻の一存では決められない。
ジョージ (George)
ジョージという名前は歴史上1714年にハノーヴァー朝を開いたジョージ1世からエリザベス女王の父ジョージ6世まで6人を数える。現在のウィンザー朝も断絶はないためにハノーヴァー朝の連続と考えられるため、伝統にのっとった名前だと考えられ、ブックメーカーなどの間でもジェームズと並んで人気が高かった。
アレクサンダー (Alexander)
歴史上、スコットランドではアレクサンダーという王は3人出ているが、イングランド王にはいない。しかしヴィクトリア女王の洗礼名はアレクサンドリナであり、同根のロシア風のアレクサンドラは女性王族の間で多用され、エリザベス女王のミドルネームでもある。そのアレクサンドラの男性型がアレクサンダーであり、出生時の国王である曽祖母の名前を継承したと考えられる。
ルイ (Louis)
歴史上、ルイという名前のイングランド王はいない。しかし曽祖父エジンバラ公フィリップの母方の祖父、初代ミルフォード・ヘイヴン侯爵ルイス・アレグザンダー・マウントバッテン（ドイツ語名:ルードヴィヒ・アレクサンダー・フォン・バッテンベルク）、フィリップの叔父初代マウントバッテン・オブ・ビルマ伯爵ルイス・マウントバッテンがいる。曽祖父の出身家系であるマウントバッテン家の名前を継承したといえる。

## 称号・敬称
- 2013年7月22日 - 2022年9月8日 :  His Royal Highness Prince George of Cambridge（ジョージ・オブ・ケンブリッジ王子殿下）
- 2022年9月9日 -  :  His Royal Highness Prince George of Wales（ジョージ・オブ・ウェールズ王子殿下）

1917年12月11日、ジョージ5世は特許状により、イギリスの王子 (Prince)・王女 (Princess)の称号と 殿下 (Royal Highness)の敬称を、子の代では現国王のすべての子、孫の代では現国王の男子所生の子（つまり男系の孫）、そして曾孫の代ではプリンス・オブ・ウェールズ（王太子）の存命最年長の男子所生の存命最年長の男子（つまり男系嫡流の男曾孫のうち最年長の存命者1名）のみに限定した。ジョージ誕生当時、ウィリアム王子はプリンス・オブ・ウェールズであったチャールズ王太子（現在のチャールズ3世）の存命する最年長の男子であり、そのウィリアム王子の最年長の男子がこのジョージであることから、彼にはこの特許状に従って王子の称号と殿下の敬称が与えられた。しかし将来生まれてくるであろうジョージ王子の弟や妹はその範疇にはないことから、この勅定に従えば彼らには王子・王女の称号も殿下の敬称も与えられず、単に男子なら Lord、女子なら Lady の儀礼称号を帯びるのみにとどまってしまう。こうした事態となることを憂慮した当時の女王エリザベス2世は、2012年12月31日に新たな特許状を発し、以後はプリンス・オブ・ウェールズの長男のすべての子に王子・王女の称号と殿下の敬称を認めることとした。

## 王位継承順位
ジョージ王子は、現在祖父のチャールズ3世が国王として君臨する英連邦王国諸国の元首たる王位、すなわち
- イギリス連合王国王位
- カナダ王位
- オーストラリア王位
- ニュージーランド王位
- ジャマイカ王位
- バハマ王位
- グレナダ王位
- パプアニューギニア王位
- ソロモン諸島王位
- ツバル王位
- セントルシア王位
- セントビンセント・グレナディーン王位
- ベリーズ王位
- アンティグア・バーブーダ王位
- セントクリストファー・ネイビス王位

に対して、ウィリアム王子に次ぐ第2位の継承権を持つ。

## 系譜
ジョージ王子はウィンザー家に属する。父系の系譜上、エリザベス2世の夫エディンバラ公爵フィリップの出自であるグリュックスブルク家の一員である。ジョージ王子の母キャサリン妃の祖先はイングランド人とスコットランド人であり、父ウィリアム王子の祖先はイングランド人、ヨーロッパ各国の王家、スコットランド人、ドイツ人、アイルランド人、フランス人、ハンガリー人、インド人、アルメニア人である。
| ジョージ・オブ・ウェールズ | 父: ウィリアム (プリンス・オブ・ウェールズ)   | 祖父: チャールズ3世 (イギリス王)              | 曾祖父: フィリップ (エディンバラ公)                  |
| ジョージ・オブ・ウェールズ | 父: ウィリアム (プリンス・オブ・ウェールズ)   | 祖父: チャールズ3世 (イギリス王)              | 曾祖母: エリザベス2世 (イギリス女王)                 |
| ジョージ・オブ・ウェールズ | 父: ウィリアム (プリンス・オブ・ウェールズ)   | 祖母: ダイアナ (プリンセス・オブ・ウェールズ) | 曾祖父: エドワード・スペンサー (第8代スペンサー伯爵) |
| ジョージ・オブ・ウェールズ | 父: ウィリアム (プリンス・オブ・ウェールズ)   | 祖母: ダイアナ (プリンセス・オブ・ウェールズ) | 曾祖母: フランセス・シャンド・キッド                 |
| ジョージ・オブ・ウェールズ | 母: キャサリン (プリンセス・オブ・ウェールズ) | 祖父: マイケル・フランシス・ミドルトン        | 曾祖父: ピーター・フランシス・ミドルトン             |
| ジョージ・オブ・ウェールズ | 母: キャサリン (プリンセス・オブ・ウェールズ) | 祖父: マイケル・フランシス・ミドルトン        | 曾祖母: バレリー・ミドルトン                         |
| ジョージ・オブ・ウェールズ | 母: キャサリン (プリンセス・オブ・ウェールズ) | 祖母: キャロル・エリザベス・ミドルトン        | 曾祖父: ロナルド・ジョン・ジェームズ・ゴールドスミス |
| ジョージ・オブ・ウェールズ | 母: キャサリン (プリンセス・オブ・ウェールズ) | 祖母: キャロル・エリザベス・ミドルトン        | 曾祖母: ドロシー・ハリソン                           |

- 高祖父：アンドレアス (ギリシャ王子)
- 高祖母：アリス・オブ・バッテンバーグ
- 高祖父：ジョージ6世 (イギリス王)
- 高祖母：エリザベス・ボーズ＝ライアン
- 高祖父：アルバート・スペンサー (第7代スペンサー伯爵)
- 高祖母：シンシア・ハミルトン
- 高祖父：モーリス・バーク・ロッシュ (第4代ファーモイ男爵)
- 高祖母：ルース・ロッシュ

### 系図
- 赤枠の人物は、存命中。
- 黒枠の人物は、故人。
- 太枠の人物は、イギリス君主の子女。